# Elisa Kirvesniemi
Elisa Aino Johanna Kirvesniemi, född 18 december 1985 i Rautjärvi, är en finländsk friidrottare. Hon är dotter till Harri och Marja-Liisa Kirvesniemi.
Kirvesniemi vann finländska mästerskapet för 22-åringar i sjukamp 2005 och tog silver i finländska mästerskapet 2006.